# Nicolette Kressl
Nicolette Kressl (ur. 29 października 1958 w Heilbronn) – niemiecka polityk (SPD).

## Życiorys
Z zawodu nauczyciel, ukończyła studia pedagogiczne na Uniwersytecie Hohenheim w Stuttgarcie. Od 1984 członkini SPD, zaś od 1994 członek Bundestagu. 17 listopada 2007 powołana na urząd sekretarza stanu w Federalnym Ministerstwie Finansów, który pełniła do końca kadencji rządu w październiku 2009.